# Diario 16
Diario 16 va ser un periòdic espanyol amb seu a Madrid, que va existir des de 1976 fins a 2001.
Va ser fundat pels editors de la revista Cambio 16. El primer número es va publicar el 18 d'octubre de 1976, la qual cosa en va fer –després de El País– en un dels primers diaris creats en acabar la dictadura de Francisco Franco. La línia editorial es va caracteritzar per defensar les llibertats civils i els drets individuals i es va convertir en un símbol de la Transició espanyola. Per la seva redacció han passat destacats periodistes com Juan Tomás de Salas (fundador), Miguel Ángel Aguilar, Gregorio Morán, Francisco Cerecedo, Pedro J. Ramírez, Federico Jiménez Losantos, Justino Sinova, González Urbaneja i José Luis Gutiérrez, entre d'altres.
El diari es va fer popular gràcies als reportatges de recerca, destapant la Operació Galàxia i el cas GAL. Però al començament de la dècada de 1990 va començar a sofrir dificultats econòmiques, afectat per la sortida de Pedro J. Ramírez de la direcció i la creació posterior d'El Mundo, que li va arrabassar bona part dels seus lectors. En 1997 va presentar una declaració de fallida voluntària, però es va aconseguir que el Grupo Voz adquirís la capçalera el gener de 1998. Malgrat això, els problemes van persistir i Diario 16 va deixar de publicar-se el 7 de novembre de 2001.

## Història

### Naixement deDiario 16(1977 a 1980)
L'origen del diari es troba en la publicació Cambio 16, editada pel Grup 16. Sota aquesta revista es va idear Diario 16, un diari d'informació general amb Luis González Seara com a president i Juan Tomás de Salas com a director general. El primer exemplar va sortir a la venda el 18 d'octubre de 1976, d'edició vespertina i a un preu de dotze pessetes. Al primer editorial es va marcar l'objectiu de «vigilar molt de prop la marxa de l'Estat per a impedir que aquesta enorme concentració de poder en mans d'uns pocs arrasi la llibertat dels molts i arrossegament el país», en referència a l'establiment de la democràcia després de la mort del dictador Francisco Franco. Per a això es va apostar per una línia de treball similar a la de Cambio 16. En la campanya publicitària es va utilitzar la cançó Libertad sin ira del grup Jarcha, un dels himnes de la Transició espanyola.
Durant els primers mesos, en els quals Ricardo Utrilla va ocupar la direcció, es van sofrir dificultats econòmiques i no es van complir les expectatives generades en el llançament, perquè la tirada inicial es va veure limitada per la falta de liquiditat. Utrilla va deixar la direcció el març de 1977 i Miguel Ángel Aguilar que durant el seu mandat va afrontar les dificultats encara existents per la falta de llibertat de premsa que encara existia al país, el va substituir. De fet, tant el nou director com els periodistes Gregorio Morán i Francisco Cerecedo van ser processats per una sèrie d'articles als quals es criticava Manuel Fraga Iribarne. Fins i tot es va segrestar la publicació. Diario 16 també va ser un dels diaris que va donar suport a la legalització del Partit Comunista d'Espanya, a través de l'article conjunt «No frustrar una esperança». El 26 de juny de 1977, la seva seu va sofrir un atemptat del GRAPO.
Diari 16 va guanyar popularitat després de denunciar intents de cops d'estat contra la democràcia com l'Operació Galàxia (1980). La capçalera va aconseguir consolidar-se en els quioscos, va assentar una base de lectors i va prevaler el treball de recerca sobre altres consideracions. Tanmateix van persistir els problemes econòmics. Aguilar va ser destituït al maig de 1980 pel descens de la tirada i la falta d'ingressos publicitaris, i va deixar pas Justino Sinova com a director provisional. En aquesta època es venien una mitjana de 50.000 exemplars i els deutes superaven els 40 milions de pessetes.

### Etapa de Pedro J. Ramírez (1980 a 1989)

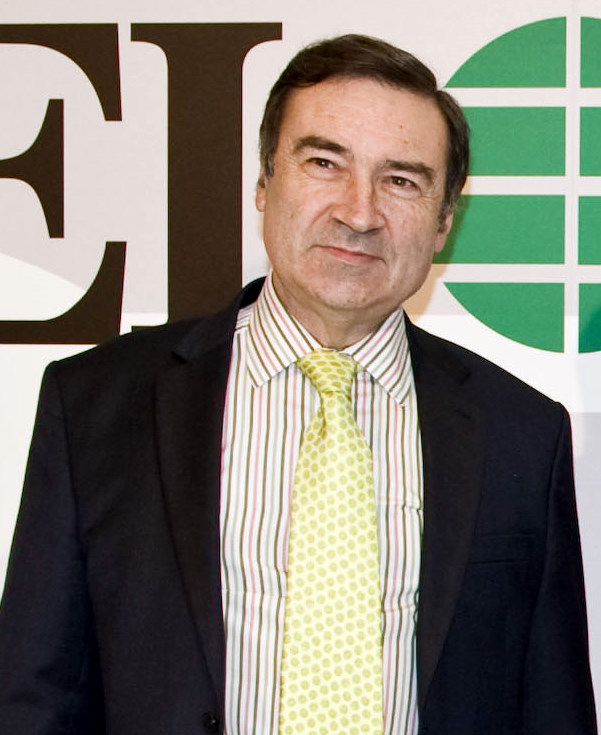
Pedro J. Ramírez dirigí Diario 16 des de 1980 fins a 1989.

El 17 de juny de 1980, la junta de fundadors va aprovar el nomenament a la direcció de Pedro J. Ramírez, procedent d'ABC, qui va assumir la responsabilitat l'endemà. Els seus objectius eren augmentar la venda d'exemplars, sortir dels números vermells i competir amb les grans capçaleres. Diari 16 va passar a ser un periòdic matutí i una de les primeres decisions va ser editar tots els dies de la setmana. Fins a la dècada de 1980 cap diari publicava els dilluns, dia en què només sortien els diaris esportius i la Hoja del Lunes, editada per les associacions de premsa. A pesar que la publicació va comportar un expedient per part de la Secretaria d'Estat per a la Informació, els responsables van mantenir la decisió –la denúncia contra el diari va ser sobreseguda el 4 de desembre de 1980– i es va obrir un debat per a derogar la mesura, el que va permetre fer el mateix a la resta de diaris.
En el cop d'estat de 1981, va publicar cinc edicions especials. La primera no va sortir fins a les 23.30 hores i incloïa un editorial titulat «En defensa de la Constitució». Un altre número especial va ser dedicat a la victòria del PSOE a les eleccions generals de 1982, amb més de 700.000 exemplars venuts. Amb el pas dels anys es van incrementar els ingressos publicitaris i es van editar pàgines en color de forma regular, fins llavors reservades als esdeveniments especials, així com suplements temàtics. Un d'ells va ser l'infantil Gente Pequeña, que es publicava tots els diumenges.
El 1987 va arribar l'etapa de major repercussió amb l'obertura del cas GAL i el descobriment d'un zulo amb informació essencial per part de Ricardo Arques, periodista que va iniciar la recerca quan treballava al diari basc Deia. La publicació es va bolcar en l'assumpte i va treure amplis reportatges sobre la trama i la implicació de personatges com el policia José Amedo. No obstant això, el 1989 van sorgir discrepàncies en la direcció del rotatiu. El seguiment del cas va propiciar diverses disputes entre Pedro J. i Juan Tomás de Salas, que s'oposava al tractament informatiu i fins i tot va escriure «Hem condemnat Amedo sense jutjar-lo». La gota que va vessar el got va ser la publicació de l'editorial «La rosa y el capullo», bastant crític amb el govern socialista, i les fotos de quaranta presumptes assassins pertanyents als GAL.
Juan Tomás de Salas va despatxar Pedro J. Ramírez el 8 de març de 1989. En aquell moment, el diari venia 150.000 exemplars diaris i havia multiplicat els ingressos publicitaris. En solidaritat amb ell, van dimitir dels seus llocs Alfonso de Salas (germà de Juan Tomás), Balbino Fraga i Juan González, que poc després van reunir 850 milions de pessetes per a crear l'empresa Unidad Editorial, editora d'una nova capçalera. Mentre que el ja exdirector va denunciar que la seva sortida es devia a pressions del Govern, l'editor va dir que s'havia fet per divergències sobre la línia editorial:
| « | «Ramírez tenia temptacions d'acudir a fórmules de periodisme popular que han provocat grans tensions. El clímax o la gota que va satisfer el got es va aconseguir en el número del diumenge passat, data en la qual va publicar un editorial amb el títol La rosa y el capullo on s'insultava a una de les persones més admirades per mi, que és Federico Sánchez, o sigui Jorge Semprún, ministre de Cultura». | » |

Els periodistes que van abandonar Diario 16 van crear El Mundo del Siglo XXI el 23 d'octubre de 1989, amb Pedro J. Ramírez com a director. Moltes firmes com Melchor Miralles, Alfonso Rojo, Juan Carlos Laviana i Antonio Fraguas de Pablo marxaren cap a la nova publicació.

### Crisi del Grup 16 (1989 a 1998)
En substitució de Pedro J. Ramírez, De Salas nomenà director Enrique Badía. Paral·lelament, a l'abril de 1989 l'editorial francesa Hersant (editora de Le Figaro) va comprar el 31% de Grup 16 en una operació sorprenent que De Salas va considerar una «maniobra hostil». El paquet adquirit corresponia a les accions de Romualdo de Toledo, César Pontiane i Alfonso de Salas, entre moltes altres minoritàries. Tanmateix, el director general de Grup 16 va poder mantenir el 60% dels títols. En menys de dotze mesos, Badía va ser substituït en la direcció per Justino Sinova.
Hersant va aconseguir un preacord el 1992 per a assumir el control total de la capçalera, però les negociacions es van trencar a les poques setmanes. Aquest mateix any va assumir la direcció un altre històric de Grup 16, José Luis Gutiérrez, que a la seva arribada va haver de bregar amb una mala situació: malgrat vendre una mica més de 180.000 exemplars diaris, Diario 16 va tornar a entrar en números vermells i cada vegada li costava més competir amb El Mundo, per la qual cosa va adoptar una línia editorial crítica amb el govern de Felipe González i va reforçar la seva aposta per a la recerca. L'exemple més conegut va ser la publicació, el novembre de 1993, d'una informació referent al patrimoni de Luis Roldán, director de la Guàrdia Civil, sobre el qual es va iniciar una recerca policial. Els redactors José María Irujo i Jesús Mendoza van rebre el premi Ortega y Gasset de 1995 per aquest treball.
Tanmateix, la situació en el si de l'empresa era molt complicada. Juan Tomás de Salas va haver de cedir la presidència del diari el 1993 a l'empresari Jesús de Ramón-Laca, a instàncies del principal creditor de l'empresa, el Banco Central Hispano (BCH). El nou president va dur a terme restriccions salarials, retallades de despeses i un expedient de regulació d'ocupació. La situació es va complicar quan els treballadors van deixar de percebre les seves nòmines i fins i tot van ser a la vaga. El juliol de 1994, De Salas va deixar les accions que li quedaven a Cambio 16 i Diario 16 a Ramón-Laca, encara que va seguir vinculat al grup com a assessor editorial. L'Assemblea de Madrid, presidida per Joaquín Leguina, va aprovar por unanimitat un crèdit de 360 milions de pessetes, que segons el fundador mai es va concedir.
El setembre del 1995, es va confirmar la venda del Grup 16 a l'empresari José Luis Domínguez, anterior dirigent d'Amstrad España. L'editor va demanar una quitació del 80% del deute (8.000 milions de pessetes a Hisenda i la Seguretat Social), pagant Grup 16 la resta durant un termini de deu anys. No obstant això, no es va arribar a un acord i al desembre del mateix any es va declarar la suspensió de pagaments. José Luis Gutiérrez va ser acomiadat el gener de 1996 i en menys d'un any va haver-hi fins a quatre directors: Emilio Arrojo, el seu substitut, va ser destituït als pocs mesos per demanar el pagament de les nòmines a la plantilla. Després va arribar Fernando Reinlein, anterior director adjunt. I després d'una llarga vaga a causa dels successius impagaments, per la qual fins i tot el periòdic no es va publicar, Domínguez va cedir totes les seves accions a Juan Tomás de Salas, qui a més de recuperar l'empresa que va crear es va convertir en el nou responsable. En tot aquest temps, la publicació va poder sobreviure gràcies a un aval de l'Institut de Crèdit Oficial.
La crisi del diari també va influir en la seva línia editorial. Durant aquests mesos va tirar endavant amb mitjans més precaris que els acostumats i en 1997 es va donar pas a portades sensacionalistes, com la dedicada a Javier Gómez de Liaño durant el procés judicial contra Sogecable, a qui titllaren de «boig» amb un fotomuntatge, o la portada dedicada a l'assassinat de Miguel Ángel Blanco, en la qual es va qualificar a la banda terrorista ETA de «fills de gossa».
A pesar que les revistes de Grup 16 sí que van tirar endavant, el periòdic va continuar acumulant pèrdues. El 21 de maig de 1997, Diario 16 va publicar en portada una crida de socors als seus lectors, als qui animava a fer donacions. A més, Juan Tomás de Salas va acusar Pedro J. Ramírez i el govern de José María Aznar de voler tancar el periòdic. El juliol, la societat editora Impresa va demanar la declaració de fallida voluntària, en deure 22.000 milions de pessetes (més de la meitat als creditors i 1.500 milions als seus treballadors). Després d'aprovar-se el pla de viabilitat, De Salas va abandonar la direcció i Diario 16 va sortir a subhasta pública. Al moment de la declaració de fallida la plantilla era de 193 treballadors.

### Venta al Grupo Voz i desaparició (1998 a 2001)
El Grupo Voz, editor de La Voz de Galicia i amo de diverses emissores de ràdio, va ser l'únic postor interessat i el 15 de gener de 1998 va prendre el control del rotatiu i totes les seves edicions (excepte la d'Andalusia) per 527 milions de pessetes, a través de Distribuidor Gallego de Publicaciones. Alfredo Vara (redactor en cap de La Voz) va assumir la direcció en funcions i va desenvolupar, al costat d'una plantilla de sol setze empleats, la renovació de l'empresa. Dos meses després va ser substituït per Iñaki Torres.
El rellançament es va produir el 5 de maig de 1998 i al seu primer editorial va criticar la «polarització» de la premsa espanyola. El canvi més important va ser l'estructuració del diari en dos blocs: l'informatiu d'una banda (amb nacional, internacional i esports) i per l'altre un quadernet central anomenat SOS (acrònim de Societat, Oci, Serveis). No obstant això, no es va frenar la pèrdua de lectors i Torres va ser reemplaçat el 1999 pel gallec Luis Ventoso.
El 23 de juny de 2000 es va estrenar un nou disseny del diari per a donar-li una imatge totalment diferent. El nou logotip incloïa la paraula «Abierto», en referència a «tota la gran tradició liberal per a propugnar el predomini de la societat civil sobre l'Estat», així com en el respecte a qualsevol creença religiosa o condició sexual, i va reforçar la seva aposta per la informació de societat per a distingir-se de la resta de capçaleres nacionals. A més es va fer una forta campanya publicitària per a donar a conèixer els canvis. Ventós va definir així la línia editorial:
| « | «Mantenim una postura aperturista-liberal perquè creiem abans de res en la iniciativa de les persones i el respecte als seus drets individuals. Entenem el liberalisme com un exercici de pur sentit comú: l'Estat ha de ser un mer regulador, perquè si participa en excés es converteix en jutge i part, conculcant els principis bàsics de la Justícia. Volem superar els conceptes obsolets de dreta i esquerra». | » |

Però els nous canvis no van solucionar la situació. A principi de 2001, el Grup Voz va registrar un descobert de 200 milions de pessetes generat només per Diario 16, perquè la resta dels seus mitjans de comunicació donaven beneficis. Això va provocar que Santiago Rey, figura històrica de la corporació, reprengués la direcció de Voz i deixés fora als promotors de la compra. Amb tan sols 68.000 lectors diaris i una caiguda del 23% respecte a l'anterior onada de l'EGM, el Grup Voz va donar la direcció general a dos periodistes (Fernando González Urbaneja i Enrique Badía) i els va encomanar l'aplicació d'un nou pla de viabilitat, amb canvis en la línia editorial i forta presència a internet.
L'editor va marcar un termini de tres mesos per a trobar nous accionistes. Si aconseguia una ampliació de capital per 3.000 milions de pessetes, es comprometia a mantenir-se en l'accionariat. Però no es van presentar ofertes i l'operació va fracassar. Va haver-hi dos inversors interessats, però tots dos es van retirar després dels atemptats de l'11 de setembre. El 31 d'octubre de 2001 es va posar a la venda al preu simbòlic d'una pesseta, però l'últim possible comprador, un grup valencià dedicat a la premsa especialitzada, es va retirar de la licitació.
El 7 de novembre de 2001 va publicar l'últim número (8.824), al no poder afrontar pèrdues per més de 4.400 milions de pessetes. El tancament va afectar els 118 treballadors que quedaven. L'últim director en funcions, Enrique Clemente, va qualificar el tancament de «drama», mentre que el comitè d'empresa va denunciar que havia succeït per «una gestió nefasta i negligent per part del Grup Voz, que va comprar la capçalera fa quatre anys» amb projectes que «han mancat de rigor i serietat».
La Universitat CEU San Pablo va conservar l'arxiu complet del diar fins que el 2012 el va cedir al Museu Adolfo Suárez i la Transició de Cebreros (Ávila)que en fa la digitalització.

## Notícies més destacades deDiario 16

### Intents de cops d'estat
Diario 16 va ser un dels primers diaris madrilenys a denunciar la conspiració militar de l'Operació Galàxia, en la qual diversos militars pretenien detenir la transició a la democràcia i els canvis impulsats per la Constitució Espanyola. Els seus principals impulsors van ser Antonio Tejero i Ricardo Sáenz de Ynestrillas. Estava previst que s'hagués donat abans del referèndum per a la ratificació de la carta magna, previst per al 6 de desembre de 1978.
Uns mesos més tard el periòdic, sota direcció de Miguel Ángel Aguilar, va denunciar el 26 de gener de 1980 que el general Torres Rojas havia estat destituït de la Divisió Cuirassada Brunete perquè estava preparant un cop d'estat des de feia dos mesos. La persona que va facilitar les dades va ser el capità Tormo Rico, destinat a Melilla. A causa d'aquesta informació, Aguilar va ser cridat a declarar davant un jutge militar. I si bé no va poder provar la implicació del general en aquest fet, mesos després Torres va ser un dels participants en el cop d'estat de 1981.
Durant el 23-F, Diario 16 va ser un dels pocs diaris que es va atrevir a treure edicions especials contra el cop abans de la intervenció del rei per televisió. La primera d'elles no va sortir fins a les 23.30 i incloïa un editorial titulat «En defensa de la Constitució». Mesos després dels fets, va portar a portada la declaració de Tejero davant el jutge militar, en tres capítols venuts amb el titular de «La conspiració». La resta de diaris va rebutjar informar-ne perquè violava el secret de sumari i també perquè, en la seva opinió, era un suport a les teories conspiratives dels colpistes.

### Cas GAL
El cas GAL va ser destapat el 1987 pel periodista Ricardo Arques, que va començar a investigar-lo quan encara treballava en el diari basc Deia. En aquella època va mantenir converses amb una font anònima que el va posar després de la pista del policia José Amedo com a dirigent dels Grups Antiterroristes d'Alliberament (GAL), una agrupació parapolicial que combatia el terrorisme d'ETA mitjançant la violència, i que estava darrere d'episodis com el segrest de l'empresari industrial Segundo Marey.
Arques es va incorporar en l'equip de recerca el juliol de 1987 i la font anònima li va indicar l'existència d'un possible zulo a Col de Corlecou (França). El descobriment va tenir lloc a l'agost del mateix any i va ser dut a terme per Arques i Melchor Miralles, redactor cap en aquells dies. El periòdic va publicar durant cinc dies el contingut dels documents i arxius policials trobats, a més de posar sobre la taula proves que incriminaven a José Amedo amb aquesta agrupació.
La recerca del cas GAL va ser la causa de les diferències entre l'editor Juan Tomás de Salas i el director Pedro J. Ramírez, que van acabar amb el cessament d'aquest últim al març de 1989 després d'un editorial titulat «La rosa y el capullo» i un reportatge amb els rostres de tots els membres de l'agrupació. Les recerques sobre el possible finançament dels GAL a través del Ministeri de l'Interior van continuar en el diari El Mundo.

### Cas Roldán
El 23 de novembre de 1993, el diari va revelar que el director de la Guàrdia Civil des de 1986, Luis Roldán, mantenia un patrimoni de diversos xalets i parcel·les urbanitzables amb un sou de tan sols 400.000 pessetes cada mes. El titular de portada era «El patrimoni de Roldán es va incrementar en 400 milions des que és cap de la Guàrdia Civil» i la informació estava signada pels periodistes José María Irujo i Jesús Mendoza. El Govern va cessar a Roldán de tots els seus càrrecs el 3 de desembre. Les recerques sobre el patrimoni de Luis Roldán van seguir al diari El Mundo. El seu equip de recerca va destapar el 1994 que responsables del Ministeri de l'Interior repartien diners de fons reservats per a pagar sobresous a alts càrrecs, entre ells el mateix Roldán.
Irujo y Mendoza van ser guardonats amb el premi Ortega y Gasset de Periodisme de 1995 per destapar l'escàndol de corrupció.

## Directors

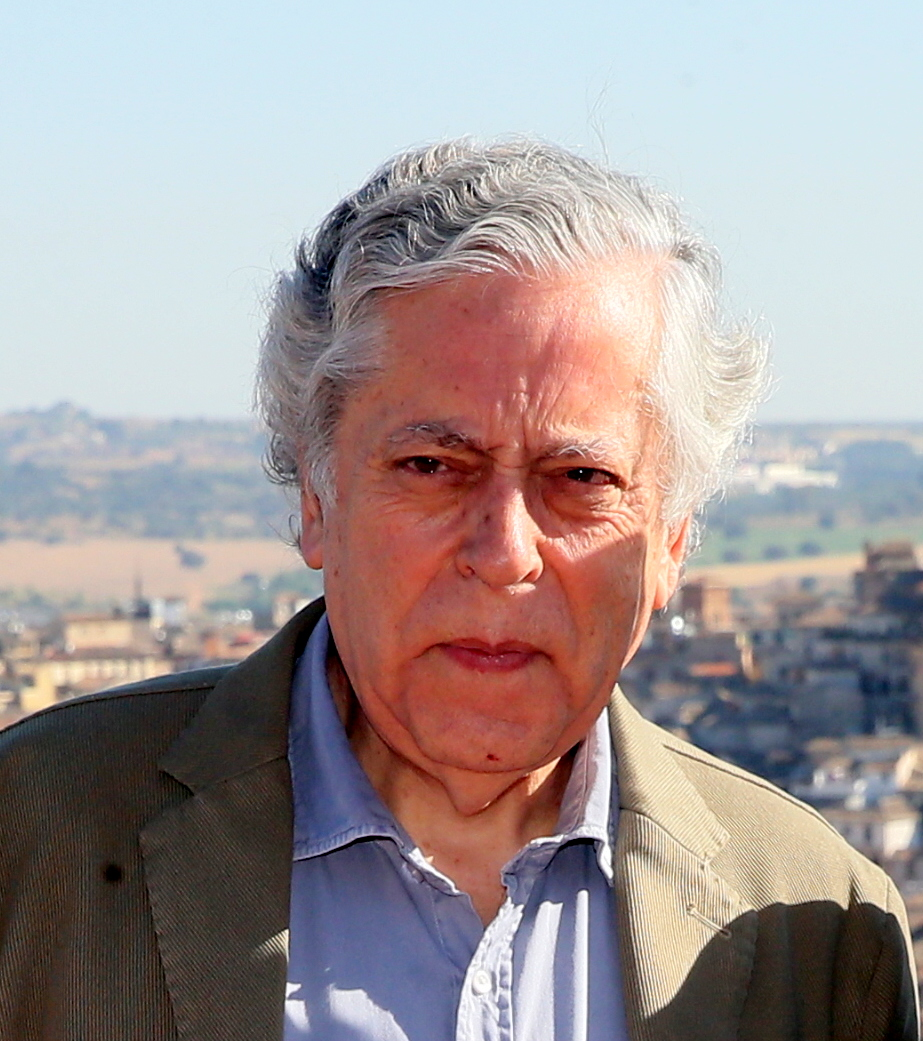
Miguel Ángel Aguilar, director de Diario 16 de 1977 a 1980.

Al llarg de la seva història, Diario 16 ha tingut els següents directors:
- Ricardo Utrilla (1976 a 1977)
- Miguel Ángel Aguilar (1977 a 1980)
- Justino Sinova (1980, director en funcions)
- Pedro J. Ramírez (1980 a 1989)
- Enrique Badía (1989 a 1990)
- Justino Sinova (1990 a 1992)
- José Luis Gutiérrez (1992 a 1996)
- Emilio Arrojo (1996)
- Fernando Reinlein (1996)
- Juan Tomás de Salas (1996 a 1997)
- Alfredo Vara (1998, director en funcions)
- Iñaki Torres (1998 a 1999)
- Luis Ventoso (1999 a 2001)
- Ángel García Fernández (febrer de 2001)
- Fernando González Urbaneja i Enrique Badía (juliol de 2001)
- Enrique Clemente (2001, director en funcions)